# 机构过渡和恢复委员会
机构过渡和恢复委员会（法語：Comité pour la transition et la restauration des institutions，简称CTRI），是2023年取消加彭的總統選舉結果，並透過政變上台執政的軍政府。
2023年8月31日清晨，加彭數十名軍方人員控制加彭24電視台表示其代表過渡和恢復委員會，宣布總統阿里·邦戈·翁丁巴的政權已經結束。其中包括陸軍上校和共和國衛隊成員。他們還宣佈解散國家機構，包括政府、參議院、國民議會、憲法法院、經濟、社會和環境委員會以及選舉機構。
前總統支持者布里斯·克洛泰尔·奥利吉·恩圭马將軍幫助政變的實施，並被任命為加彭臨時總統。